# Metopina fumipennis
Metopina fumipennis är en tvåvingeart som beskrevs av Borgmeier 1967. Metopina fumipennis ingår i släktet Metopina och familjen puckelflugor. Inga underarter finns listade i Catalogue of Life.